# Erzählsalon
Der Erzählsalon ist eine Veranstaltung, bei der jeder Teilnehmer zu einem zuvor vereinbarten Thema eine Geschichte aus seinem Leben erzählt. Ein Salonnier oder eine Salonnière moderiert und vermittelt zwischen den Beiträgen der einzelnen Erzähler. Das Konzept des Erzählsalons wurde von Katrin Rohnstock und ihrem Unternehmen Rohnstock Biografien entwickelt und erprobt.

## Beschaffenheit
Erzählen ist eine der ältesten und unmittelbarsten Kommunikationsarten, in der Bedürfnisse artikuliert, Wissen weitergegeben und Erfahrungen ausgetauscht werden. Dazu bedarf es eines Anlasses, eines Raumes und bestimmter Rituale. Es findet meist keine kontroverse Diskussion statt, Nachfragen zu den Berichten sind aber zulässig. Es bietet den Erinnerungen von Zeitzeugen ein öffentliches Forum und wertschätzt die gelebte Erfahrung jedes einzelnen Menschen. Im Erzählsalon erfährt jeder Teilnehmer Raum und Aufmerksamkeit für seine Geschichte. So kann sich in bis zu etwa zwei Stunden ein Spektrum an Lebenserfahrungen und -philosophien entfalten.

## Geschichte
Die Idee des Erzählsalons geht zum einen auf eine Tradition des jüdischen Sabbat zurück. Die Mitglieder der Familie versammeln sich am Freitagabend, jeder erzählt von seinen Erlebnissen der vergangenen Woche und hört die Geschichten der anderen.
Eine andere Traditionslinie führt zu den Pariser, Wiener und Berliner Salons des 18. und 19. Jahrhunderts. Zwanglose Geselligkeit, Offenheit, Toleranz, gegenseitiger Respekt und gemeinsames Thema bilden den Rahmen der einzelnen Beiträge. Verwandtschaft besteht auch zum Erzählcafé, das die Erzählkultur seit den siebziger Jahren bereichert. Anders als im Erzählsalon gibt es dort in der Regel aber nur einen Erzähler.
Der Erzählsalon fördert die verbale Kommunikation und baut Brücken zwischen verschiedenen Generationen, sozialen und kulturellen Gruppen.
In einem Strukturentwicklungsprojekt wurde nun auch das Konzept des Erzählsalons erprobt, um Brücken zu bauen, und Zukunft für strukturschwache Regionen zu ermöglichen. Das Projekt „Lausitz an einen Tisch“ ist das erste seiner Art, welches den Erzählsalon als Werkzeug einsetzte, um Menschen zueinander zu bringen.